# Kabinett Günther II
Das  Kabinett Günther II ist die amtierende Landesregierung von Schleswig-Holstein unter Ministerpräsident Daniel Günther.
Die schwarz-grüne Koalition aus CDU und Grünen wurde nach der Landtagswahl am 8. Mai 2022 neu gebildet. Sie löste die vorherige Jamaika-Koalition aus CDU, Grünen und FDP ebenfalls unter Günthers Führung ab. Ihren Koalitionsvertrag mit dem Titel „Ideen verbinden – Chancen nutzen. Schleswig-Holstein gestalten.“ stellten die das Kabinett tragenden Parteien am 22. Juni 2022 vor. Am 28. Juni 2022 wurde er schließlich unterzeichnet.
Der amtierende Ministerpräsident und CDU-Landesvorsitzende Daniel Günther wurde am 29. Juni 2022 vom Schleswig-Holsteinischen Landtag mit 47 von 66 abgegebenen Stimmen bei 15 Gegenstimmen und vier Enthaltungen erneut zum Ministerpräsidenten gewählt; am selben Tag erfolgte die Ernennung der Minister. Sechs Minister und den Ministerpräsidenten stellt die CDU, drei die Grünen. Stellvertretende Ministerpräsidentin war bis Juli 2024 Monika Heinold, das Amt übernahm im August 2024 Aminata Touré (beide Bündnis 90/Die Grünen).
Aminata Touré ist in Deutschland die erste afrodeutsche Ministerin, Claus Ruhe Madsen war bei Amtsantritt der erste deutsche Minister ohne deutsche Staatsangehörigkeit - seit dem 25. Februar 2023 besitzt er außer der dänischen auch die deutsche Staatsangehörigkeit.

## Kabinett
| Ressort                                                                              | Foto                                | Name                               | Partei | Partei          |
| ------------------------------------------------------------------------------------ | ----------------------------------- | ---------------------------------- | ------ | --------------- |
| Ministerpräsident                                                                    |                                     | Daniel Günther                     |        | CDU             |
| Stellvertretende Ministerpräsidentin                                                 |                                     | Monika Heinold (bis 31. Juli 2024) |        | B’90/Die Grünen |
| Stellvertretende Ministerpräsidentin                                                 | Aminata Touré (ab 1. August 2024)   |                                    |        | B’90/Die Grünen |
| Ministerin der Finanzen                                                              |                                     | Monika Heinold (bis 31. Juli 2024) |        | B’90/Die Grünen |
| Ministerin der Finanzen                                                              | Silke Schneider (ab 1. August 2024) |                                    |        | B’90/Die Grünen |
| Ministerin für Justiz und Gesundheit                                                 |                                     | Kerstin von der Decken             |        | CDU             |
| Ministerin für Allgemeine und Berufliche Bildung, Wissenschaft, Forschung und Kultur |                                     | Karin Prien (bis 5. Mai 2025)      |        | CDU             |
| Ministerin für Allgemeine und Berufliche Bildung, Wissenschaft, Forschung und Kultur | Dorit Stenke (ab 7. Mai 2025)       |                                    |        | CDU             |
| Ministerin für Inneres, Kommunales, Wohnen und Sport                                 |                                     | Sabine Sütterlin-Waack             |        | CDU             |
| Minister für Energiewende, Klimaschutz, Umwelt und Natur                             |                                     | Tobias Goldschmidt                 |        | B’90/Die Grünen |
| Minister für Wirtschaft, Verkehr, Arbeit, Technologie und Tourismus                  |                                     | Claus Ruhe Madsen                  |        | CDU             |
| Ministerin für Soziales, Jugend, Familie, Senioren, Integration und Gleichstellung   |                                     | Aminata Touré                      |        | B’90/Die Grünen |
| Minister für Landwirtschaft, ländliche Räume, Europa und Verbraucherschutz           |                                     | Werner Schwarz                     |        | CDU             |
| Chef der Staatskanzlei                                                               |                                     | Dirk Schrödter                     |        | CDU             |

## Staatssekretäre
Die Staatssekretäre sind die ranghöchsten Beamten des Landes Schleswig-Holstein. Sie fungieren als Amtschefs der Ministerien, ständige Vertreter der Minister oder übernehmen – wie die Bevollmächtigte des Landes Schleswig-Holstein beim Bund – Sonderaufgaben.
| Staatskanzlei und Ministerien                                                         | Staatssekretäre                                                                                |
| ------------------------------------------------------------------------------------- | ---------------------------------------------------------------------------------------------- |
| Staatskanzlei                                                                         | Sandra Gerken Bevollmächtigte des Landes Schleswig-Holstein beim Bund                          |
| Ministerium für Justiz und Gesundheit                                                 | Otto Carstens Oliver Grundei (bis 18. Mai 2025) Olaf Tauras (ab 19. Mai 2025)                  |
| Ministerium für Allgemeine und Berufliche Bildung, Wissenschaft, Forschung und Kultur | Dorit Stenke (bis 7. Mai 2025) Tobias von der Heide (ab 7. Mai 2025) Guido Wendt               |
| Ministerium für Inneres, Kommunales, Wohnen und Sport                                 | Jörg Sibbel (bis 31. Juli 2024) Frederik Hogrefe (ab 1. August 2024) Magdalena Finke           |
| Ministerium für Energiewende, Klimaschutz, Umwelt und Natur                           | Katja Günther Joschka Knuth                                                                    |
| Ministerium der Finanzen                                                              | Silke Torp Oliver Rabe                                                                         |
| Ministerium für Wirtschaft, Verkehr, Arbeit, Technologie und Tourismus                | Tobias von der Heide (bis 7. Mai 2025) Susanne Henckel (ab 20. Mai 2025) Julia Carstens        |
| Ministerium für Soziales, Jugend, Familie, Senioren, Integration und Gleichstellung   | Johannes Albig Marjam Samadzade (bis Oktober 2023) Silke Schiller-Tobies (ab 1. November 2023) |
| Ministerium für Landwirtschaft, ländliche Räume, Europa und Verbraucherschutz         | Anne Benett-Sturies                                                                            |

## Abstimmung im Landtag von Schleswig-Holstein
| Wahlgang                                                                                         | Kandidat          | Kandidat             | Stimmen    | Stimmenzahl | Anteil | Unterstützer | Unterstützer | Unterstützer               |
| ------------------------------------------------------------------------------------------------ | ----------------- | -------------------- | ---------- | ----------- | ------ | ------------ | ------------ | -------------------------- |
| 1. Wahlgang                                                                                      |                   | Daniel Günther (CDU) | Ja-Stimmen | 47          | 68,1 % |              |              | CDU, Bündnis 90/Die Grünen |
| 1. Wahlgang                                                                                      | Nein-Stimmen      | Daniel Günther (CDU) | 15         | 21,8 %      |        |              |              | CDU, Bündnis 90/Die Grünen |
| 1. Wahlgang                                                                                      | Enthaltungen      | Daniel Günther (CDU) | 4          | 5,8 %       |        |              |              | CDU, Bündnis 90/Die Grünen |
| 1. Wahlgang                                                                                      | Ungültige Stimmen | Daniel Günther (CDU) | 0          | 0,0 %       |        |              |              | CDU, Bündnis 90/Die Grünen |
| 1. Wahlgang                                                                                      | nicht abgegeben   | Daniel Günther (CDU) | 3          | 4,3 %       |        |              |              | CDU, Bündnis 90/Die Grünen |
| Damit wurde Daniel Günther wieder zum Ministerpräsidenten des Landes Schleswig-Holstein gewählt. |                   |                      |            |             |        |              |              |                            |